# العلاقات المغربية النيجرية
العلاقات المغربية النيجرية هي العلاقات الثنائية التي تجمع بين المغرب والنيجر.
- في 12 فبراير 2024، بعثت النيجر، وفدا رفيع المستوى إلى المملكة المغربية يتقدمهم رئيس وزراء النيجر.وأفاد بلاغ لحكومة النيجر، أن هذه الزيارة تهدف إلى “التعاون بين النيجر والمغرب”، حيث ينتظر أن يحل الوفد الذي يضم الوزير الأول للنيجر، علي مهمان لمين زين، في زيارة عمل تستغرق 48 ساعة إلى الرباط.[6][7][8][9][10]

## مقارنة بين البلدين
هذه مقارنة عامة ومرجعية للدولتين:
| وجه المقارنة                                              | المغرب                                 | النيجر          |
| --------------------------------------------------------- | -------------------------------------- | --------------- |
| المساحة (كم2)                                             | 710.85 ألف                             | 1.27 مليون      |
| عدد السكان (نسمة)                                         | 36.07 مليون                            | 21.48 مليون     |
| الكثافة السكانية (ن./كم²)                                 | 50.74                                  | 16.91           |
| العاصمة                                                   | الرباط                                 | نيامي           |
| اللغة الرسمية                                             | اللغة العربية، أمازيغية معيارية مغربية | لغة فرنسية      |
| العملة                                                    | درهم مغربي                             | فرنك غرب أفريقي |
| الناتج المحلي الإجمالي (بليون دولار)                      | 109.14 مليار                           | 8.12 مليار      |
| الناتج المحلي الإجمالي (تعادل القوة الشرائية) بليون دولار | 274.06 مليار                           | 19.01 مليار     |
| الناتج المحلي الإجمالي الاسمي للفرد دولار أمريكي          | 2.88 ألف                               | 358             |
| الناتج المحلي الإجمالي للفرد دولار أمريكي                 | 7.49 ألف                               | 938             |
| مؤشر التنمية البشرية                                      | 0.628                                  | 0.348           |
| رمز المكالمات الدولي                                      | +212                                   | +227            |
| رمز الإنترنت                                              | .ma                                    | .ne             |
| المنطقة الزمنية                                           | ت ع م+01:00                            | ت ع م+01:00     |

## منظمات دولية مشتركة
يشترك البلدان في عضوية مجموعة من المنظمات الدولية، منها:
| علم المنظمة | اسم المنظمة                               | تاريخ انضمام المغرب | تاريخ انضمام النيجر |
| ----------- | ----------------------------------------- | ------------------- | ------------------- |
|             | وكالة ضمان الاستثمار متعدد الأطراف        | 17 سبتمبر 1992      | 10 مايو 2012        |
|             | منظمة التعاون الإسلامي                    | 25 سبتمبر 1969      | ?                   |
|             | منظمة الشرطة الجنائية الدولية             | ?                   | ?                   |
|             | منظمة حظر الأسلحة الكيميائية              | ?                   | ?                   |
|             | منظمة التجارة العالمية                    | 1995                | ?                   |
|             | الفريق المعني برصد الأرض                  | ?                   | ?                   |
|             | الأمم المتحدة                             | 12 نوفمبر 1956      | 20 سبتمبر 1960      |
|             | الاتحاد الأفريقي                          | ?                   | ?                   |
|             | مؤسسة التمويل الدولية                     | 30 أغسطس 1962       | 7 يناير 1980        |
|             | يونسكو                                    | 7 نوفمبر 1956       | 10 نوفمبر 1960      |
|             | مؤسسة التنمية الدولية                     | 29 ديسمبر 1960      | 24 أبريل 1963       |
|             | الاتحاد الدولي للاتصالات                  | 1 نوفمبر 1956       | 14 نوفمبر 1960      |
|             | البنك الإفريقي للتنمية                    | ?                   | ?                   |
|             | البنك الدولي للإنشاء والتعمير             | 25 أبريل 1958       | 24 أبريل 1963       |
|             | المركز الدولي لتسوية المنازعات الاستشارية | 10 يونيو 1967       | 14 ديسمبر 1966      |
|             | الاتحاد البريدي العالمي                   | ?                   | ?                   |

- 25 مارس 2025، تقدمت وزارة الخارجية في النيجر برسالة شكر وامتنان إلى نظيرتها المغربية، معربة عن تقديرها الكبير للدور المحوري الذي لعبته المملكة في دعم استقرار المنطقة وتعزيز التعاون الإفريقي. [24] [25] [26] [27]

- موقع وزارة الخارجية المغربية